# Valenzana Calcio 2003-2004
Questa voce raccoglie le informazioni riguardanti la Valenzana Calcio nelle competizioni ufficiali della stagione 2003-2004.

## Rosa
| N. |                    | Ruolo | Calciatore            |
| -- | ------------------ | ----- | --------------------- |
|    | Italia (bandiera)  | C     | Fabio Bello           |
|    | Italia (bandiera)  | C     | Massimiliano Biasotti |
|    | Italia (bandiera)  | D     | Luca Del Chiaro       |
|    | Italia (bandiera)  | D     | Luca Della Maggiora   |
|    | Marocco (bandiera) | C     | Radovane El Alaoudi   |
|    | Italia (bandiera)  | D     | Andrea Farabegoli     |
|    | Italia (bandiera)  | P     | Vincenzo Grillo       |
|    | Italia (bandiera)  | C     | Vito Lasalandra       |
|    | Italia (bandiera)  | A     | Federico Lauria       |
|    | Italia (bandiera)  | A     | Simone Malatesta      |
|    | Italia (bandiera)  | D     | Christian Marcat      |
|    | Italia (bandiera)  | D     | Stefano Mercuri       |

| N. |                   | Ruolo | Calciatore            |
| -- | ----------------- | ----- | --------------------- |
|    | Italia (bandiera) | P     | Filippo Musiari       |
|    | Italia (bandiera) | A     | Stefano Nicoletti     |
|    | Italia (bandiera) | C     | Federico Nofri Onofri |
|    | Italia (bandiera) | D     | Gionatha Pazzi        |
|    | Italia (bandiera) | C     | Giorgio Perelli       |
|    | Italia (bandiera) | A     | Maurizio Sala         |
|    | Italia (bandiera) | C     | Marco Sgrò            |
|    | Italia (bandiera) | C     | Simone Sinagra        |
|    | Italia (bandiera) | D     | Gianmario Specchia    |
|    | Italia (bandiera) | C     | Davide Taverna        |
|    | Italia (bandiera) | A     | Federico Tosi         |